# Bela (gmina Ajdovščina)
Bela (wł: Bella di Vipacco) – osada w Słowenii w gminie Ajdovščina. Położona jest u źródeł Białego Potoku, który jest dopływem rzeki Vipavy.